# Buon funerale amigos!... paga Sartana
Buon funerale amigos!... paga Sartana è un film del 1970 diretto da Giuliano Carnimeo (accreditato come Antony Ascott)
Pellicola di genere western all'italiana in cui Carnimeo dirige per la seconda volta Gianni Garko nel personaggio di Sartana.

## Trama
L'avventuriero Sartana assiste all'omicidio di Benson, un cercatore d'oro e dei suoi associati. Per trovare i colpevoli e vendicarsi delle loro morti, si reca nella piccola città di Indian Creek dove scopre che Benson era il proprietario di un terreno dove nel sottosuolo c'è una miniera d'oro che i due sospetti volevano prendere. Il primo è il banchiere disonesto Ronald Hoffman ed il secondo è Lee Tse Tung, il proprietario di un casinò.

Sartana nella vicenda conosce anche lo sceriffo ed il suo vice Blackie, il direttore del salone Mary ed il croupier Samuel Pigott.
Sartana incontra anche Abigail, la nipote di Benson e sua unica erede. La sua eredità suscita l'invidia di Hoffman e Lee Tse Tung che sono pronti a fare qualsiasi cosa per acquistare la concessione mettere le mani sull'oro, ma la bella Abigail può contare sulla protezione di Sartana che non rinuncia alla sua vendetta.

## Distribuzione
In Italia il film uscì nelle sale nell'ottobre del 1970.